# Dia Mundial das Habilidades dos Jovens
O Dia Mundial das Habilidades dos Jovens é um dia celebrado anualmente em 15 de julho desde 2015, instituído pela Assembleia Geral das Nações Unidas em 2014.

## Proclamação
O Dia Mundial das Habilidades dos Jovens foi declarado pela Assembleia Geral das Nações Unidas em 18 de dezembro de 2014. Esse dia visa enfatizar a importância de equipar os jovens com habilidades para o emprego, o trabalho decente e o empreendedorismo, abordando as necessidades do crescente desemprego juvenil e os desafios apresentados pelas mudanças na dinâmica do mercado de trabalho.

## Celebração
A data é comemorada anualmente em 15 de julho. Essa data foi escolhida no meio do ano para coincidir com a necessidade de reconhecer e incentivar o desenvolvimento de habilidades dos jovens, um período propício para analisar os desenvolvimentos educacionais e de emprego. A primeira comemoração ocorreu em 2015, destacando desde então a importância da educação e do treinamento técnico e vocacional adaptados aos desafios contemporâneos.

## Temas
- 2015: Habilidades dos jovens para o trabalho e a vida na agenda pós-2015[3]
- 2016: Desenvolvimento de habilidades para melhorar o emprego dos jovens[4]
- 2017: Habilidades para o futuro do trabalho[5]
- 2018: Melhorando a imagem da TVET[6][a]
- 2019: Reconheço as habilidades dos jovens[7]
- 2020: O talento dos jovens resilientes na era da COVID-19 e além[8]
- 2021: Reinventando as habilidades dos jovens após uma pandemia[8]
- 2022: Transformando as habilidades dos jovens para o futuro[9]
- 2023: Capacitação de professores, instrutores e jovens para um futuro transformador[10]